# 維珍尼亞州第九國會選區
弗吉尼亞州第九國會選區（英語：Virginia's Ninth congressional district）是美国弗吉尼亚州的一個國會選區，位於該州的西南部。
本選區在1789年—1863、1873—1933、1935年三次設立，最後一次支持民主黨總統候選人是在1996年，上一次支持民主黨眾議院候選人是在2009年。目前當區眾議員是2011年上任、共和黨籍的摩甘·格里菲斯。